# 2019년 베네수엘라 봉기 시도

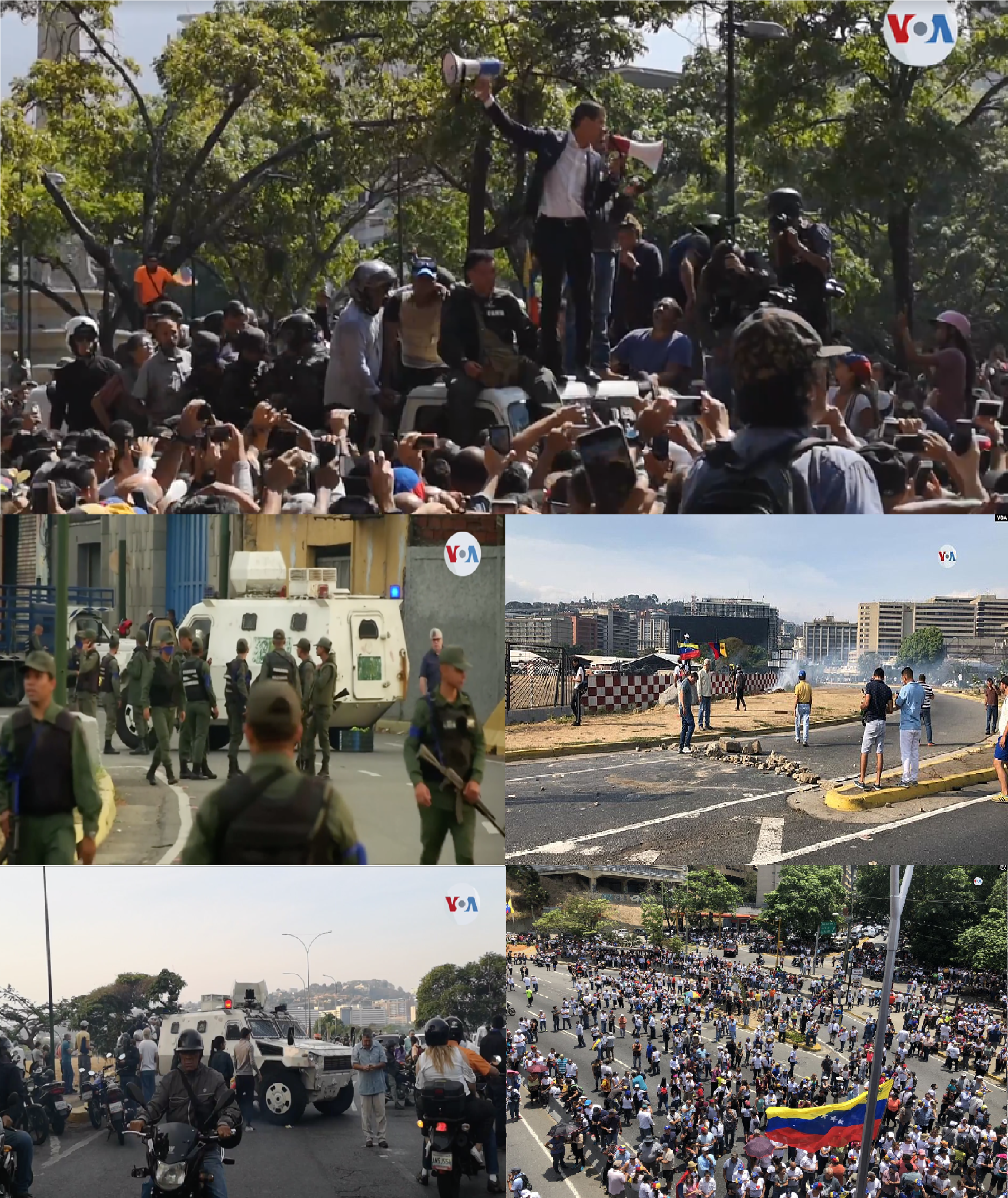

2019년 베네수엘라 봉기 시도는 베네수엘라 대통령인 니콜라스 마두로와 국회의장인 후안 과이도 간의 정치적 대립인 2019년 베네수엘라 대통령 위기 중에, 2019년 4월 30일 과이도가 대규모 군중들과 중무장한 군인들과 함께 마두로 정권의 퇴진을 요구하며 정권 전복을 시도한 사건이다. 초반에 수많은 군중의 호응으로 성공하는 듯 보였으나, 봉기 세력이 군부의 지지를 얻는 데 실패하고 마두로 정권이 신속하게 진압에 들어가 결국 봉기는 실패로 돌아갔다.

## 같이 보기
- 2019년 베네수엘라 대통령 위기